# Беспилотная авиапочта
Беспилотная авиапочта (англ. delivery drone) — вид авиапочты, где доставка посылок осуществляется с помощью беспилотных летательных аппаратов.

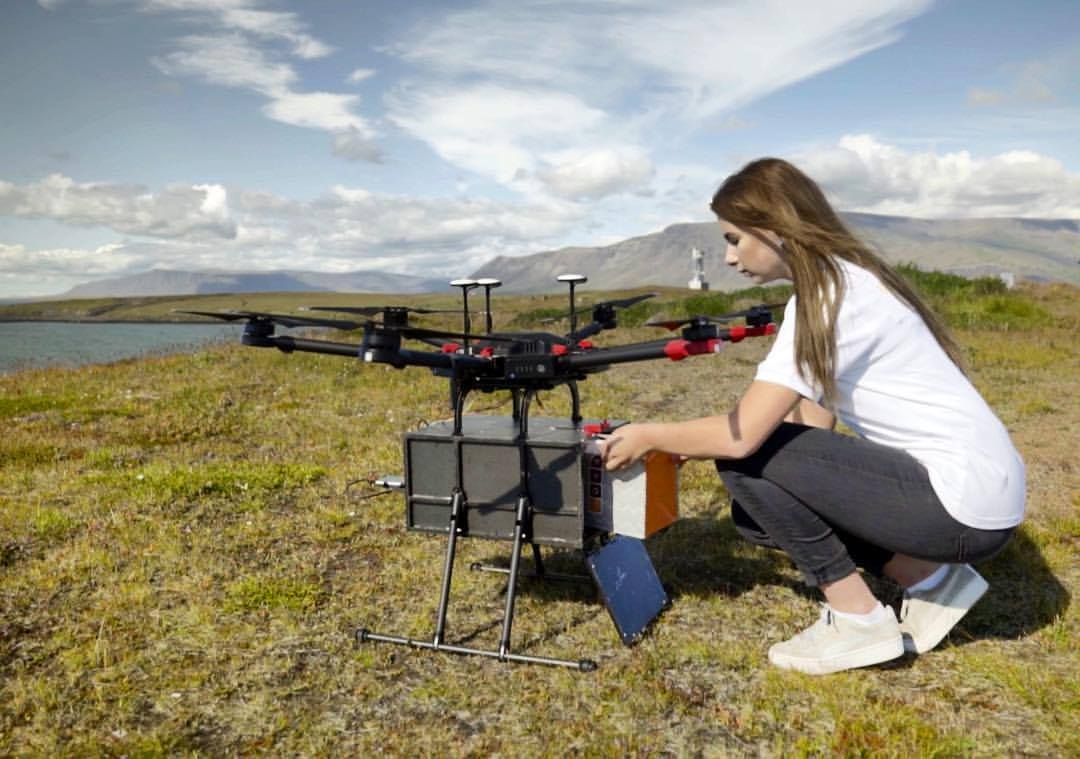
Беспилотная авиапочта в Рейкьявике

Большинство предлагаемых решений на данный момент заключается в использовании коптера с шестью и более пропеллерами. Доставочный контейнер помещается в отсек в нижней части дрона или крепится непосредственно к самому летательному аппарату. Клиент получает посылку, забирая её из отсека спустившегося на землю дрона или отсоединяя от веревки спускового механизма, благодаря которому дрон может не садиться на землю.
В широком смысле доставка дронами может не ограничиваться лишь почтовыми услугами, а касаться любой доставки груза: военных, медицинских, спасательных и проч.

## Эксперименты
Беспилотная авиапочта — одно из ключевых направлений, над которым работают большинство производителей БПЛА и компаний по доставке товаров по всему миру. Здесь приведем наиболее известные испытания такого способа доставки.

### Amazon
Amazon одним из первых начала пробовать доставлять свои посылки дронами. В 2013 году в компании рассказали о планах использования мультикоптеров для доставки грузов в течение 30 минут. 7 декабря 2016 года Amazon Prime Air успешно доставила посылку в Кембридж, Англия. Об этом событии Amazon опубликовал видео на своем официальном канале YouTube.

### Россия
Россия, наряду с США и Китаем является одним из пионеров и мировых лидеров в области доставки товаров дронами. По прогнозам Ассоциации AeroNet доля России составит 20% мирового рынка беспилотных авиационных грузоперевозок.
- В 2013 году российская компания «Квадрокоптер Экспресс» начала серийное производство дронов-доставщиков.

- В 2014 году в Сыктывкаре была осуществлена первая доставка пиццы квадрокоптерами Додо. [2]

- В 2015 году лаборатория «Инвитро» первой в Мире использовала дрона для доставки биоматериалов: Беспилотный октокоптер успешно доставил груз из медицинского офиса в Чегеме в Нальчик, откуда биоматериал отправляется на исследование в центральную лабораторию. За 15 минут он преодолел 12 километров — наземный путь, который автомобиль проезжает за 40 минут. [3]
- С 2015 года сотовый оператор Yota при партнерстве компании «Коптер Экспресс» осуществляет доставку своих сим-карт с помощью дронов.[4]

- С 2016 года разработку и производство БПЛА начала российская компания Fixar. На данный момент компания производит штучные экземпляры аппаратов.

- С 2017 года ООО «Газпром-снабжение» начала испытание собственных дронов-доставщиков. Осенью 2017 года была успешно совершена перевозка груза БПЛА: дрон пролетел 40 км с грузом весом 8 кг, автономно опустился на землю, оставил груз в заданной точке, и вернулся на базу.

- 21 декабря 2017 года на аэродроме «Караишево» в Казани впервые продемонстрировали полет грузового дрона Skyf П1.2., разработанный компанией ADRN Technology (ОКБ «Авиарешения»), членом Ассоциации АэроНет. Грузовой дрон Skyf благополучно выполнил задание при шквалистом ветре. За полетом наблюдали заказчики беспилотной авиагрузовой платформы — представители компаний Pony Express, Славнефть, Сибур и Транснефть.

- В том же году российская компания UVL Robotics запустила новое бизнес-направление — разработку полностью автономных дронов для доставки малых грузов (весом до 5 кг) в отдаленные и труднодоступные районы. Уникальностью разработки является использование водород-воздушных топливных элементов. Заключены соглашения о сотрудничестве с компаниями Major Express, Совфрахт, Почта России, Башнефть. Проведены тестовые доставки.

- С 2019 года беспилотные роверы Яндекса доставляют еду пользователям сервиса Яндекс.Лавка в Москве и Казани. [5]

- С 2019 года беспилотная доставка тестируется многими коммерческими компаниями в Москве, Санкт-Петербурге, Казани, Ростове, Краснодаре, Волгограде и Екатеринбурге.

- Уральский завод гражданской авиации (УЗГА), разрабатывает коммерческий проект по доставке почтовых отправлений с помощью беспилотных систем. Его тестирование будет осуществлено в Свердловской области с участием «Почты России» [6] С июня 2020 года дроны УЗГА проходят летные испытания. После тестирования в Свердловской области проект планируют расширить на северные территории Уральского федерального округа, Сибири и Дальнего Востока. Максимальная грузоподъемность участвующих в испытаниях дронов на данный момент составляет 20 кг, дальность полета — 1200 км, максимальная скорость — 150 км/ч, продолжительность полета достигает восьми часов.

- В 2020 году Центр 5G МТС анонсировал создание системы дронпоинтов: в проекте принимают участие российские производители дронов Robosharing, Copterexpress и Fixar. [7][8]  Летом 2020 года заявлено создание в России сети шеринга дронов-доставщиков; разработкой проекта занимается компания «Птеро». [9]

- В 2021 году доставка товаров роверами и квадрокоптерами стала массовой, чему способствовал рост спроса на соответствующие услуги из-за пандемии коронавируса.

## Легальность

### В западных странах
В Соединенных Штатах первоначальные попытки коммерческого использования беспилотных летательных аппаратов были заблокированы постановлением FAA. В июне 2014 года FAA опубликовало документ, согласно которому запрещалось осуществлять доставку товаров людям за плату. В августе 2016 года, были приняты обновленные правила FAA. Новые правила включены методические рекомендации для коммерческого использования малых беспилотных летательных аппаратов, отметив, что они должны весить меньше, чем 55 фунтов (25 кг), лететь до 400 футов (120 м), со скоростью не свыше 100 миль в час (160 км/ч), могут эксплуатироваться только в дневное время, и что операторы дронов также должны претендовать на летающих сертификатов и быть не менее 16 лет. В июне 2017 года Сенат США предложил закон, разрешающий доставку посылок беспилотниками. В октябре 2017 года была издана президентская директива, в соответствии с которой Департаменту транспорта и транспорта США было поручено сотрудничать с местными должностными лицами для разработки инициатив, которые позволили бы американским компаниям в конечном итоге использовать беспилотники для целей доставки.

### в России
В России регулирование полетов БПЛА и возможность доставки ими грузов также находится в области формирования законодательной базы. Этот процесс осуществляет НТИ Аэронет.
Тем не менее, фактически доставка товаров дронами, квадрокоптерами и роверами в России успешно осуществляется с 2014 года.
В конце марта 2015 года премьер-министр России Дмитрий Медведев внес на рассмотрение в Госдуму поправки в Воздушный кодекс, призванные изменить законодательство о БПЛА. Согласно документу, сверхлегкие беспилотники до 115 кг не надо будет сертифицировать как воздушное судно. Не придется также получать сертификаты летной годности. Владельца дрона обяжут прикрепить к нему табличку со своими контактами. Если дрон упадет, то искать его придется хозяину самостоятельно. Для того чтобы управлять дроном как пилотируемым вертолетом, его следует оборудовать системами обнаружения. Иначе он сможет летать только в специально выделенном узком воздушном коридоре, где нет полетов других воздушных судов. 

## Трудности реализации

Использование дронов запрещено

Доставка дронами является перспективным, но на данный момент трудно реализуемым проектом в силу следующих причин:
- Несовершенство законодательства
- Сильный шум пропеллеров
- Возможность лёгкой кражи дрона с посылкой путём его перехвата в полёте
- Кибератаки на систему управления доставкой
- Трудности при доставке посылки клиенту «в руки»
- Столкновения между дронами в полёте